# Somerville (Tennessee)
Somerville – miasto w Stanach Zjednoczonych, w stanie Tennessee, siedziba administracyjna hrabstwa Fayette.